# فرد گایسبرگ
فرد گایسبرگ (انگلیسی: Fred Gaisberg؛ ‏ ۱ ژانویهٔ ۱۸۷۳ – ۲ سپتامبر ۱۹۵۱) موسیقی‌دان، تهیه‌کننده موسیقی و مهندس صدا اهل ایالات متحده آمریکا بود.
وی یکی از نخستین تهیه‌کنندگان موسیقی کلاسیک بر روی صفحات گرامافون بود و هنرمندان مستعد را تشویق می‌کرد که آثار خود را بر روی گرامافون ثبت و ضبط کنند. او همچنین نخستین مهندس ضبط صدا در «کمپانی گرامافون» در لندن در سال ۱۸۹۸ میلادی بود.